# Benerede
Benerede, aussi appelé Bernier ou Beneredus (né en France et mort le 11 juillet 1180) est un cardinal français du XIIe siècle. Il est membre de l'ordre des bénédictins.

## Biographie
Benerede est moine à Saint-Crépin-le-Grand à Soissons et y est élu abbé en 1164.
Le pape Alexandre III le crée cardinal lors du consistoire de 1164. Benerede participe au IIIe concile du Latran.